# Nya-Nya-Nya
«Nya-Nya-Nya» (стилизовано как «Nya-Nya-Nya ^ω^») — песня российской и белорусской певицы Мэйби Бэйби с дебютного студийного альбома «Мэйбилэнд», выпущенная 19 августа 2022 года.

## Отзывы
Алексей Мажаев из InterMedia поставил видеоклипу оценку 7 из 10, сказав, что «эта видеоработа идеально подходит для того, чтобы старожилы могли обвинить молодое поколение музыкантов в бездуховности и примитивности». Голос Мэйби Бэйби Алексей назвал «„кукольным“, благодаря которому невозможно всерьёз воспринимать то, что звучит в куплетах, которые насыщены сленгом и реалиями подростковой культуры». Оценивая видеоклип, Мажаев похвалил режиссёрскую работу: «Режиссёр действительно невероятно заморочился, чтобы артикуляция артистки полностью соответствовала звуковой дорожке — притом что Мэйби Бэйби представлена там в нескольких образах, в том числе в виде „анимешки“. Образы эффектно переливаются из одного в другой, из живых в мультипликационные, не теряя темпа и не забывая петь».

## Чарты

### Ежедневные чарты
| Чарт (2022—2023)       | Высшая позиция |
| ---------------------- | -------------- |
| Россия (YouTube Music) | 8              |